# Huyện Jaipurhat
Jaipurhat là một huyện thuộc division Rajshahi, Bangladesh. Huyện này có diện tích 965 km², dân số năm 2002 là 844814 người, mật độ dân số là 875 người/km².